# 原天津美国兵营 (德租界)
原天津美国兵营，坐落于当时的天津德租界5号街（今河西区广东路1号），该旧址现存历史建筑三幢（1、7、8号楼），目前均为重点保护等级历史风貌建筑和天津市文物保护单位。该建筑现为天津医科大学东院。

## 历史
最初的天津美国兵营始建于1910年，设在天津英租界的博罗斯道和海大道交口(现为烟台道和大沽北路交口的烟台道1号)，第一次世界大战后，1917年，美国兵营由旧址迁至旧天津德租界二十三号路(今九江路26号)。其中，主楼曾作为美国军官宿舍，当时，美国军事家、政治家、外交家，陆军五星上将乔治·卡特莱特·马歇尔、駐華美軍司令，盟軍中國戰區參謀長约瑟夫·史迪威、盟軍中國戰區參謀長，及駐中國美軍指揮官阿尔伯特·魏德迈、美军驻延安观察组（迪克西使团，the Dixie Mission）组长包瑞德等人曾先后居住于此。1941年，太平洋战争爆发后，日本占领了美国兵营。1945年，日本投降后，美军继续租用至1946年8月。中华人民共和国成立后，该建筑辟为天津医科大学广东路分校区至今。

## 建筑风格
原天津美国兵营占地205公顷，兵营院内设有大操场和一些西式楼房，这些西式楼房为的总建筑面积为3500平方米，均为3层砖木混合结构楼房带地下室。其中，7、8号楼体量变化复杂。细部处理多样，转角处的角楼成为构图中心并设有半圆形塔楼、方窗和拱形门洞。1号楼装饰有壁柱，建筑体量厚重敦实。这三栋建筑建筑外立面颜色均为水泥浅灰色，建筑顶部为盔式挑檐屋顶。

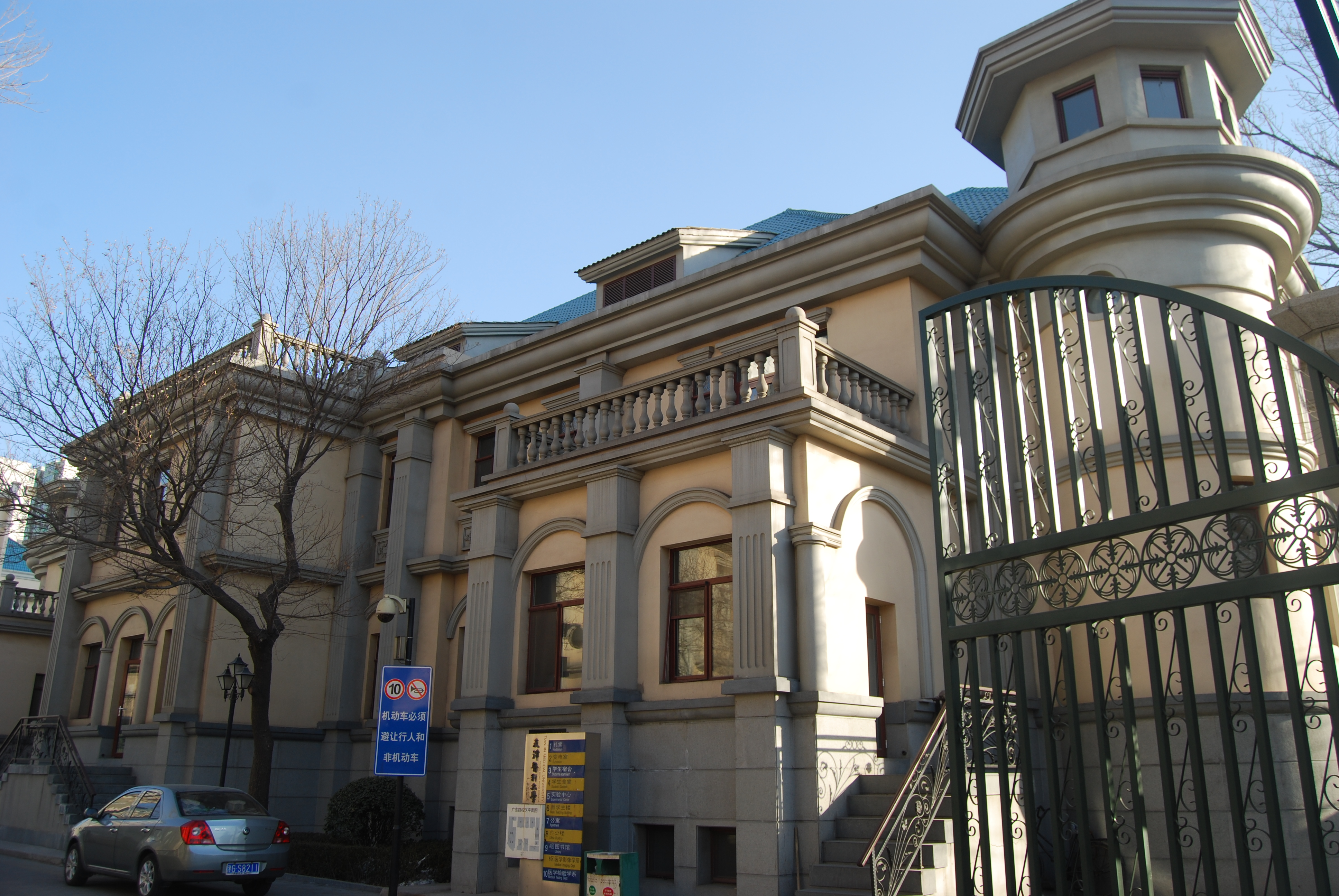
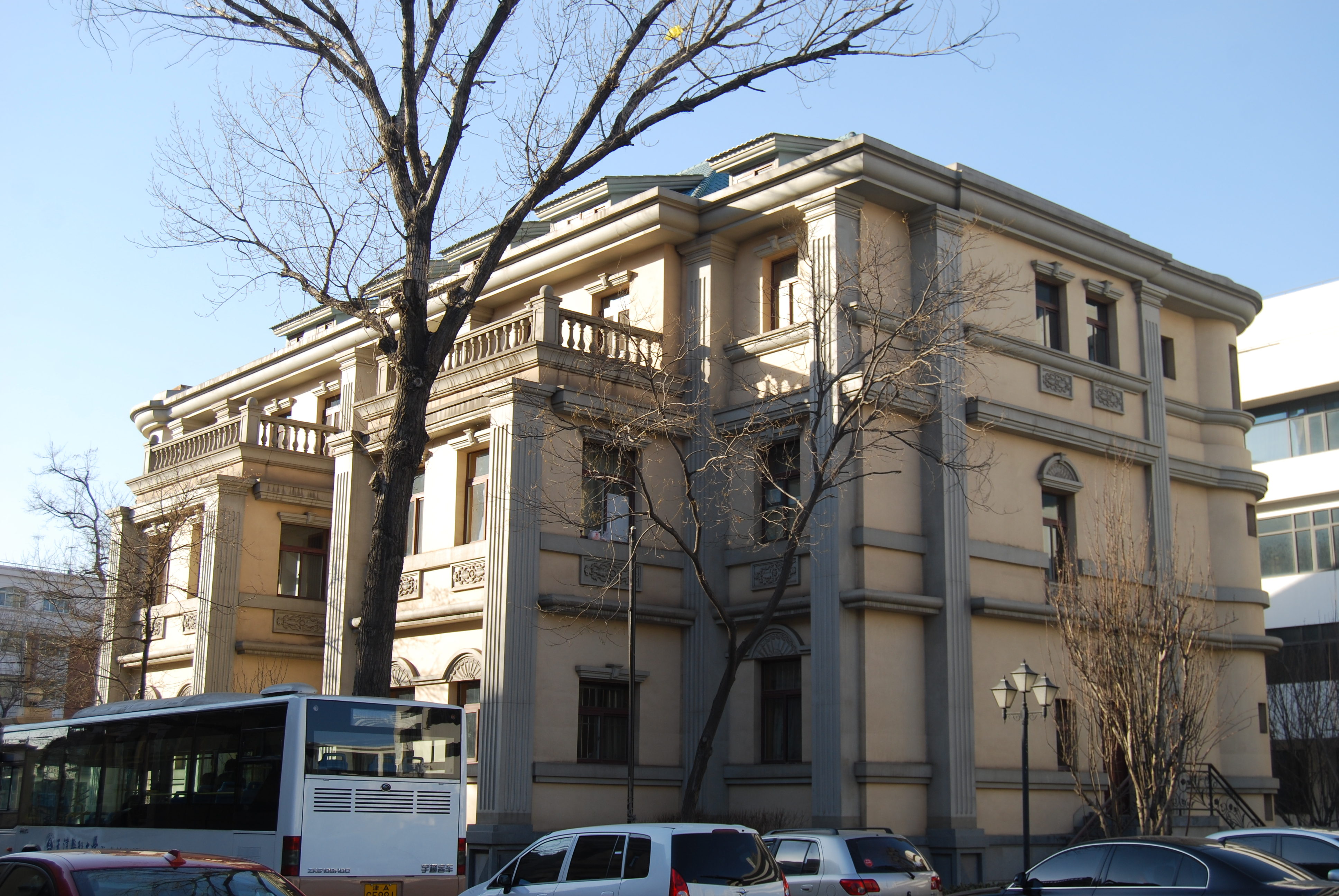
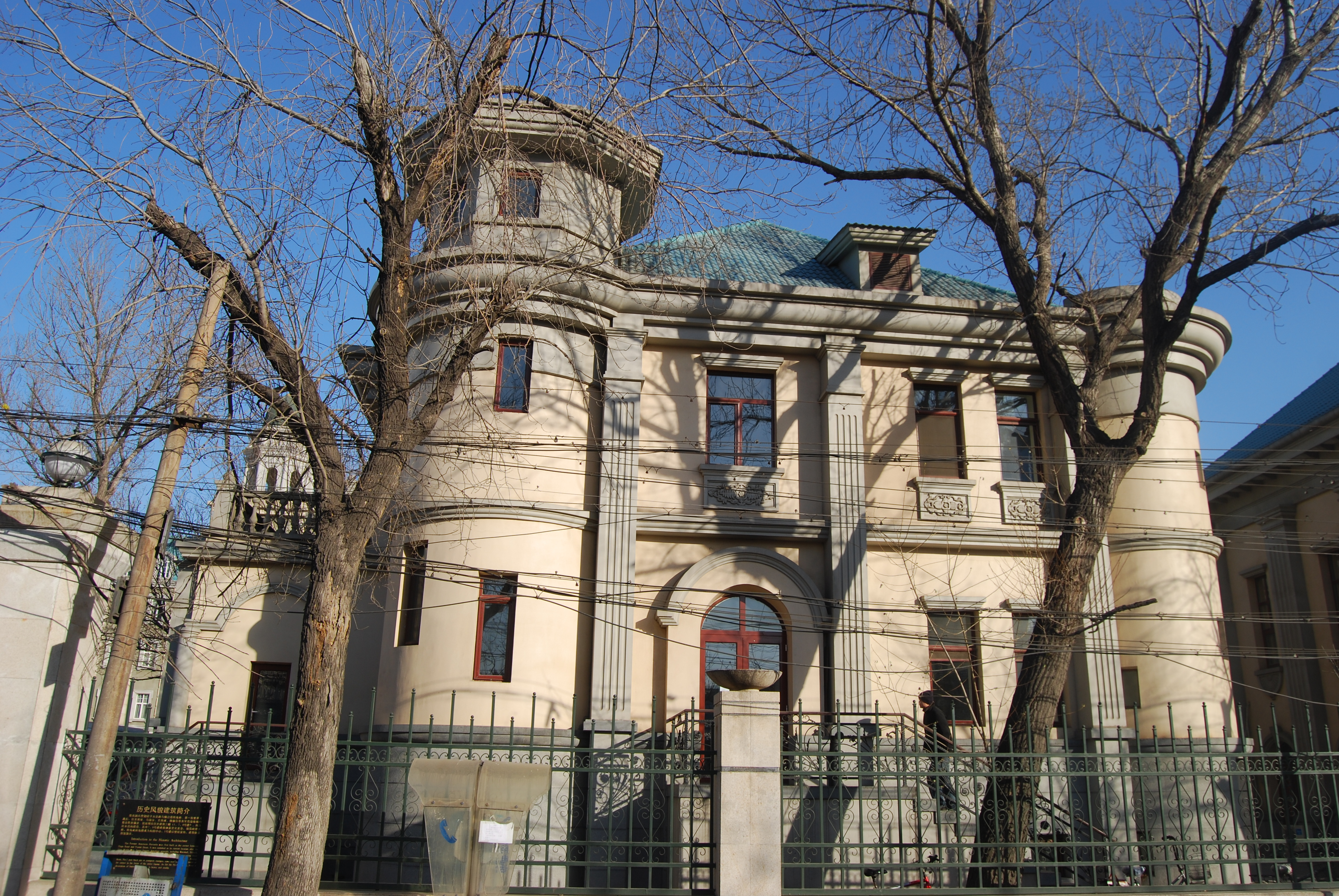

## 内部链接
- 原天津美国兵营 (英租界)